# Sit cardenal becgroc
El sit cardenal becgroc (Paroaria capitata) és un ocell de la família dels tràupids (Thraupidae).

## Hàbitat i distribució
Habita arbusts de les zones humides i boscos de les terres baixes al sud-est de Bolívia, sud-oest del Brasil, Paraguai i nord de l'Argentina. Introduït a les Illes Hawaii.